# Wojciech Łęcki
Wojciech Łęcki (ur. 22 czerwca 1948 w Starachowicach) – polski poeta, satyryk, aforysta, fraszko-pisarz, krytyk literacki, autor opowiadań, powieści i utworów dramatycznych, dziennikarz. Z zawodu mgr inż. mechanik-automatyk-logistyk.

## Życiorys
Absolwent płockiej Siedemdziesiątki (matura 1967), bydgoskiej ATR, Politechniki Warszawskiej (mgr inż. mechanik, studia podyplomowe/ automatyka przemysłowa, lata 1971-80), SGH (studia menedżerskie/ zarządzanie spółką, 2001), Centrum Edukacji Logistycznej w Poznaniu (studia podyplomowe/ logistyka dystrybucji, lata 2001-02, certyfikat europejski). Zawodowo był związany z koncernem petrochemicznym w Płocku, zasłużony racjonalizator, laureat Nagrody im. Ignacego Łukasiewicza za 1978, autor pierwszych w Polsce programów komputerowych do projektowania układów automatyki w latach 1974-85, przewodniczący Komisji Konkursowej Nagrody im Ignacego Łukasiewicza w latach 1987-97.
W latach 1985–2008 wykonywał również zawód dziennikarza (redaktor, sekretarz redakcji, redaktor naczelny), założył tygodnik samorządowy Goniec Obywatelski (1990) i periodyk literacki nawias (2000). Recenzje literackie, teatralne, muzyczne i plastyczne drukował m.in. w Sztuce, Poradniku Muzycznym, Gońcu Teatralnym, Akancie.
Laureat ogólnopolskich konkursów poetyckich, m.in. „XV Dni Leśmianowskich“ (2001), XXX Międzynarodowego Listopada Poetyckiego w Poznaniu (2007). 
Debiut prasowy: „Wieści”, Kraków, 1982. Debiut książkowy: „Iskry”, 1986, tomik Drzewa szare od marzeń. Wiersze publikował m.in. w Radarze, Poezji, Akcencie, Akancie, Autografie, polonijnym Liście Oceanicznym oraz w czeskim Psi vino (przekład Libora Martinka) i w audycji Poezja nocą (pr. I PR). Opowiadania drukował w Twórczości i Autografie. Przekłady wierszy na angielski, niemiecki, norweski, czeski i litewski. Wiersze i aforyzmy w wielu antologiach. LSW wydała w 2017 jego "Poezje wybrane" w serii "Biblioteka Poetów".
Członek Stowarzyszenia Pisarzy Polskich, Stowarzyszenia Autorów ZAiKS oraz Stowarzyszenia Kultury Europejskiej.

## Działalność opozycyjna[4]
Uwikłany w wydarzenia Marca '68 z opóźnieniem ukończył studia zawodowe.
25 czerwca 1976 brał czynny udział w strajku robotników w Płocku.
W sierpniu 1980 współtworzył NSZZ Solidarność w MZRiP w Płocku (obecnie PKN Orlen). Był członkiem Komisji Zakładowej.
W 1984 zmuszony do rezygnacji z kariery inżynierskiej.
W 1990 utworzył pierwszy tygodnik samorządowy w województwie płockim – Goniec Obywatelski (redaktor naczelny).

## Nagrody i odznaczenia[4]
- 1987 – Nagroda i Medal 750-lecia Miasta Płocka za libretto do oratorium pt. „Konradorium” i publicystykę kulturalną

- 1990 – odznaka Zasłużonego Działacza Kultury za działalność i publicystykę kulturalną (nr legitymacji: 488-90-05, wydana 04.05.1990 przez Ministerstwo Kultury)

- 1995 – Medal 95-lecia Płockiego Towarzystwa Muzycznego za publicystykę muzyczną

- 1998 – Srebrny Krzyż Zasługi za działalność i publicystykę kulturalną

## Twórczość

### Poezja
- Drzewa szare od marzeń[6][7], „Iskry”, 1986

- W zakosach wiatru[8][9], LSW, 1989

- Kwiaty ostu, kwiaty jabłoni[10][11], „Iskry”, 1990 i (wydanie II) Miniatura, 1991,

- Ładnie ci w bieli[12][13], Nowy Świat, 2001,

- Zanim tu, zanim wszędzie[14][15], Nowy Świat, 2005,

- Ulica Tumska (antologia wierszy o Płocku 1111 – 2006)[16][17], Korepetytor, 2007,

- Wieczna ulotność[18], Korepetytor, 2007,

- Fuga na ziarnko piasku[19][20][21], Biblioteka Tematu, 2007,

- Widok ustronny[22][23], Korepetytor 2010,

- Urwisty brzeg łagodności (wybór wierszy)[24], Komograf 2012 r.
- Poezje wybrane, Ludowa Spółdzielnia Wydawnicza, 2017 r.[25]
- Chwile, Psychoskok, 2021 r.[26]
- Życie za Bezcen, Psychoskok, 2021 r.[26]
- Bez początku bez końca, Psychoskok, 2021 r.[27]

### Satyra
- Bezładny zgiełk[28], Miniatura, 1992; aforyzmy

- Zamęt po firmament, nakład własny, 1993; triolety, w tym przekład trioletów Juliusza Verne’a

- Dzikie ogrody[29], Wega, 1994, fraszki

- Czub(y) piramidy politycznej[30][31][32][33], Wega, 1995, satyra polityczna

- Walenie do Europy, autorski program kabaretowy, 1998
- Szpilki w rozsypce, Psychoskok, 2019; aforyzmy[34].
- Dzikie ogrody - wydanie II całkowicie zmienione, Psychoskok, 2020 r.[35]

### Dramat
- Kto tu posprząta?[36], 1987 r., realizacja Teatr Dramatyczny w Płocku, 1995 r.

- Konradorium (muzyka Marcin Kamiński), realizacja Płocka Orkiestra Kameralna, Teatr Dramatyczny i Katedra Płocka, 1987 r.